# Tore d'application
Pour l’article homonyme, voir Tore.
En mathématiques et plus particulièrement en topologie, le tore d'application, dit aussi mapping torus ou encore tore de suspension, d'un homéomorphisme
{\displaystyle f} d'un espace topologique {\displaystyle X} est l'espace produit {\displaystyle \scriptstyle X\times [0,1]}
quotienté par la relation d'équivalence {\displaystyle \scriptstyle (x,1)\sim (f(x),0)}.

## Propriétés
- Le tore d'un homéomorphisme de X est l'espace total d'un fibré sur S1, de fibre X.
- Les tores de deux homéomorphismes f et g de X sont homéomorphes (et même isomorphes, en tant que fibrés) dès que f et g sont conjugués ou isotopes (dans le groupe topologique des homéomorphismes de X, muni de la topologie compacte-ouverte), ou plus synthétiquement : dès qu'il existe un chemin continu (ht)t∈[0,1] d'homéomorphismes de X tel que h1∘f = g∘h0.
- Le tore d'un homéomorphisme f de X est l'espace des orbites de l'action de ℤ sur X×ℝ donnée par n∙(x, y) = (f n(x), y + n).

## Exemples
- Le tore de l'application identité de {\displaystyle X} est le fibré trivial.
- Si {\displaystyle X=S^{1}}, le tore de {\displaystyle f} est le tore T2 ou la bouteille de Klein, selon que {\displaystyle f} conserve ou renverse l'orientation.
- Le ruban de Möbius est le tore de l'homéomorphisme {\displaystyle \scriptstyle [-1,1]\to [-1,1],x\mapsto -x}.